# Boracza (potok)
Boracza (Boracz) – potok, lewostronny dopływ Żabniczanki o długości 3,18 km.
Źródła potoku znajdują się na wysokości około 1110 m na północno-zachodnich stokach Boraczego Wierchu. Spływa początkowo w północno-zachodnim, później północnym kierunku doliną, której orograficznie prawe zbocza tworzy grzbiet Boraczego Wierchu, zaś lewe północny grzbiet szczytu 998 m w północno-zachodnim ramieniu Redykanego Wierchu. Na wysokości około 605 m n.p.m. uchodzi do Żabniczanki.
Cała zlewnia Boraczej znajduje się w miejscowości Żabnica w Beskidzie Zywieckim (w Grupie Lipowskiego Wierchu i Romanki).